# 松平重休
松平 重休（まつだいら しげやす）は、豊後杵築藩の第3代藩主。能見松平家9代。

## 略伝
第2代藩主・松平重栄の次男。宝永5年（1708年）11月23日、父の隠居により家督を継ぐ。正徳2年（1712年）、幕府から与えられた朱印状で「木付」を「杵築」と誤記されていたことを機に、「杵築」に改めた。民政に尽力し、領民に慕われる善政を布いたといわれているが、正徳5年（1715年）8月10日に25歳で死去した。跡を甥で養嗣子の親純が継いだ。
大正5年（1916年）、従四位を追贈された。